# Walter Hogg
Pour les articles homonymes, voir Hogg.
Walter Hogg (17 février 1889-19 septembre 1949) est un homme politique canadien en Colombie-Britannique. Il est député provincial de la coalition libérale-conservatrice de Cariboo d'une élection partielle en 1948 à 1949,. 
Ne se représentant pas pour un second mandat, Hogg meurt quelques mois plus tard.